# Nerstrand (Minnesota)
Nerstrand est une ville américaine située dans le Comté de Rice, dans le Minnesota. Selon le recensement de 2020, sa population est de 295 habitants.